# Сукнев, Михаил Иванович
Михаил Иванович Сукнев (21 сентября 1919, Осколково, Алтайский край — 25 января 2004, Новосибирск) — советский офицер, участник Великой Отечественной войны, командовал стрелковым батальоном и штрафным батальоном. Один из немногих был дважды награждён орденом Александра Невского, а также рядом других боевых орденов и медалей. Художник, работник культуры.

## Биография

### Происхождение
Родился в село Осколково Алейского района Алтайского края (21 сентября 1919 года.
Дед по отцу Михаила Ивановича Сукнева — Лев Герасимович Чоботов, был родом из села Шурап Лапшевской волости Чистопольского уезда Казанской губернии. В 1875 году он был сослан в Сибирь «на вечное поселение» по подозрению в поджоге помещичьей усадьбы. Жил в селе Карбаиново Тюкалинского уезда Тобольской губернии (ныне в Омской области). Был портным, крестьянским трудом не занимался. Родившегося в гражданском браке сына записали на фамилию матери — Иван Сукнев. Затем Лев Чоботов работал на строительстве железной дороги рабочим-тачечником, позднее — плотником, каменщиком, а потеряв жену от тифа и младшего сына от оспы, жил и работал по селам по Иртышу, строил и обшивал жителей шубами. Подросший сын Иван помогал ему, после они вернулись на родину матери Ивана — в село Осколково.
Отец Михаила Ивановича Сукнева — Иван Сукнев — воевал в Первую мировую войну в составе 1-й горно-артиллерийской батареи, участвовал в боях на Кавказском фронте. В феврале 1917 года был избран депутатом дивизионного комитета, а вскоре стал членом РСДРП(б). По болезни был отправлен из части на родину в Сибирь лечиться. Участник Гражданской войны, воевал против Колчака, занимал ответственные посты в органах советской власти, затем работал в лесном хозяйстве, был директором лесозавода в Бийске.

### Детство и юность
В Бийске Михаил Сукнев пошёл в школу. В 1933 году в городе Ойрот-Тура (ныне Горно-Алтайск) окончил семь классов неполной средней школы и поступил в Средне-Пензенское (филиал Пензенского) художественное училище. Обучался по классу станковой живописи у Григория Ивановича Гуркина — ученика знаменитого художника Ивана Шишкина. Студию окончил в 1937 году с правом преподавания в средних школах и техникумах, а также иллюстрирования книг.
Работал заведующим клубом и художником-оформителем в ближайшем селе Элекмонар в Чемальском доме отдыха ВЦИК СССР, где познакомился с заведующей Екатериной Ивановной Лорберг — ссыльной женой «всесоюзного старосты» М. И. Калинина.
В феврале 1939 года по спецнабору был призван в ряды Рабоче-крестьянской Красной армии и направлен для прохождения службы в кавалерийские части (приобретённое в младенчестве из-за травмы косоглазие не позволило осуществить мечту стать лётчиком), однако оказался в полковой школе младших командиров-пулемётчиков в Сретенске. В ноябре 1939 года после окончания школы подал рапорт о направлении в Свердловское пехотное училище.

### Великая Отечественная война
С 15 ноября 1941 года лейтенант Михаил Сукнев на фронте, в разведбатальоне 3-й танковой дивизии, переформированной в 225-ю стрелковую дивизию. В декабре 1941 года был создан Волховский фронт.
С января 1942 года назначен командиром 1-й пулемётной роты 1-го стрелкового батальона в 1349-м стрелковом полку 225-й стрелковой дивизии 52-й армии Волховского фронта. В феврале 1942 года был ранен. Весной и летом 1942 года принимал участие в операции по выводу из окружения 2-й ударной армии. В ноябре 1942 года назначен командиром 1-го стрелкового батальона 1349-го стрелкового полка.
В марте 1943 года Сукнев со своим батальоном участвовал в безуспешном наступлении войск 52-й армии на Новгород, в котором погибла большая часть личного состава его батальона. В мае 1943 года — на сборах комбатов, затем до октября 1943 года курировал тактические учения в соседнем полку, затем принял командование новым батальоном в том же 1349-м стрелковом полку 225-й стрелковой дивизии 52-й армии.
В середине октября 1943 года Сукнев командиром 1349-го стрелкового полка был снят с командования новым батальоном и принял командование штрафным батальоном, который в ноябре 1943 года, вместе с 225-й стрелковой дивизией был передан в состав 14-го стрелкового корпуса 59-й армии Волховского фронта. Штрафбат под командованием Сукнева оборонял село Слутка, вёл разведки боем, штурмовал высоту Мысовая, в январе 1944 года участвовал в Новгородско-Лужской операции, где 21 января 1944 года в ходе боёв Сукнев был ранен и направлен на лечение в госпиталь.
После ранения и лечения, весной и летом 1944 года командовал батальоном в 783-м стрелковом полку 229-й стрелковой дивизии 54-й армии 3-го Прибалтийского фронта. В июле 1944 года направлен на сборы командиров полков 54-й армии, затем на курсы «Выстрел» в Солнечногорске. Сбежав с курсов на фронт, продолжил воевать командиром батальона 198-й стрелковой дивизии в составе 3-го Прибалтийского фронта.
3-4 сентября 1944 года командир стрелкового батальона 506-го стрелкового полка 198-й стрелковой дивизии 7-го стрелкового корпуса 54-й армии 3-го Прибалтийского фронта майор Михаил Иванович Сукнев отличился в боях и 25 сентября 1944 года был награждён орденом Александра Невского.

### После войны
В октябре 1946 года уволился из армии в запас. Работал в милиции, писал картины, окончил Высшую партийную школу, стал директором совхоза. С 1958 года на хозяйственной работе в Новосибирске. В 1974-1979 годах был директором Новосибирского творческо-производственного комбината Союза художников РСФСР. В 1979 году вышел на пенсию.
Скончался 25 января 2004 года, оставив после себя мемуары «Записки командира штрафбата», изданные лишь после смерти автора — в 2006 году. Похоронен на Гусинобродском кладбище Новосибирска (квартал 1к).

## Награды
- Орден Александра Невского (1944 - № 12009; ?)
- Орден Красного Знамени (1944; 1945)
- Орден Красной Звезды (1945; ?)
- Орден Отечественной войны I-й степени (1985, к 40-летию Победы); 2-й степени (?)
- медаль «За отвагу» (1942; 1945)
- медаль «За боевые заслуги»(1945; ?; ?; ?)